# Ochthebius semisericeus
Ochthebius semisericeus är en skalbaggsart som beskrevs av Sainte-claire Deville 1914. Ochthebius semisericeus ingår i släktet Ochthebius och familjen vattenbrynsbaggar. Inga underarter finns listade i Catalogue of Life.